# Girona FC
Girona Futbol Club, S.A.D. is een Spaanse voetbalclub uit Girona, Catalonië. De club komt uit in de Primera División. Het stadion van de club is Estadi Montilivi. De club is in handen van de City Football Group, die ook de eigenaar is van Manchester City. De club maakte in 2023 haar opmars, na de kwalificatie voor de UEFA Champions League.  
Girona FC streefde, net als FC Barcelona tijdens het strenge regime van dictator Franco naar het Catalaanse nationalisme. Dit streven is tot op de dag van vandaag onveranderd gebleven. Hoewel Girona FC geen echte derby's of traditionele rivalen kent, hebben de wedstrijden tegen FC Barcelona alle kenmerken van een streekderby. Desondanks onderhouden beide clubs een warme vriendschap en tonen ze wederzijds respect.

## Geschiedenis
Girona FC werd opgericht op 25 juli 1930. In het seizoen 1936/1937 nam de club als een van de vier Catalaanse clubs deel aan de Lliga Mediterrània, een eenmalige voetbalcompetitie tussen clubs uit de regio's Catalonië en Comunitat Valenciana ter vervanging van de landelijke competities die ten gevolge van de Spaanse Burgeroorlog niet gespeeld kon worden. Girona FC eindigde op de derde plaats in deze competitie. 
Op het einde van het seizoen 2007/08 brak de ploeg voor de eerste maal in haar geschiedenis de poort van het professioneel voetbal open. De ploeg werd dat jaar kampioen en dwong de promotie af naar de Segunda División A. Zo zette de ploeg vanaf seizoen 2008/09 haar eerste stappen in het professionele voetbal. De ploeg zou zich negen seizoenen op het tweede niveau van het Spaans voetbal bevinden, alvorens de volgende stap te zetten. 
Girona FC promoveerde op zondag 4 juni 2017 voor het eerst in de historie naar de Primera División door de tweede plaats achter kampioen Levante UD. Girona FC werd daarmee de 62ste club, die op het hoogste niveau van Spanje ging uitkomen. In het eerste seizoen in de Primera División eindigde de club op een knappe tiende plaats op de ranglijst. Zodoende komt de club ook in het seizoen 2018/19 uit in de Primera División. In 2019 won Girona FC de Supercopa de Catalunya. Door een benutte strafschop van Cristhian Stuani werd met 1-0 gewonnen van FC Barcelona. Na de winterstop van het seizoen 2018/19 presteerde Girona FC steeds wisselvalliger in de Primera División . Uiteindelijk viel op 18 mei 2019 het doek in de uitwedstrijd tegen Deportivo Alavés. Girona FC degradeerde in Estadio Mendizorrotza door op de 18de plek te eindigen in de Primera División. 
Zodoende speelde Girona FC in het seizoen 2019/20 in de Segunda División A. In het seizoen 2019/20 eindigde Girona FC op de vijfde plaats in de Segunda División A. Hierdoor plaatste Girona FC zich voor de play-offs om na 1 jaar weer terug te keren op het hoogste niveau, de Primera División. In de halve finale was UD Almería de tegenstander, Girona FC won de thuiswedstrijd in Estadi Montilivi met 1-0. Ook de uitwedstrijd in Estadio de los Juegos Mediterráneos werd gewonnen met 1-2 door Girona FC. Zodoende plaatste Girona FC zich voor de finale van de play-offs, waarin Elche CF te sterk bleek te zijn.  Na een 0-0 gelijkspel in Elche, werd thuis met 0-1 verloren.  Het daaropvolgende seizoen 2020/21 plaatste de ploeg zich weer met een vijfde plaats voor de eindronde.  De eerste ronde werd UD Almería weer de tegenstander.  Gelijk vorig jaar plaatste de ploeg zich na een 3-0 thuisoverwinning en een 0-0 gelijkspel.  De finale ging weer verkeerd.  Rayo Vallecano werd op verplaatsing nog met 1-2 verslagen, maar thuis ging het mis na een 0-2 verlies.  Derde keer, zou goede keer worden.  Op het einde seizoen 2021/22 eindigde de ploeg voor de derde maal op der vijfde en plaatste zich weer voor de eindronde.  Eerste ronde werd tegen SD Eibar startte slecht na een 0-1 thuisverlies, maar de week erna werd er met 0-2 op verplaatsing gewonnen.  Dus voor de derde maal werd de finale bereikt en dit tegen CD Tenerife.  Thuis eindigde de wedstrijd op een scoreloos gelijkspel en op 19 juni 2022 werd met 1-3 gewonnen op Tenerife. Zo speelde de ploeg van seizoen 2022/23 voor de tweede maal in haar geschiedenis in de Primera División.

## Erelijst
- Supercopa de Catalunya

2019
- Tercera División Grupo 5

1934, 1948, 1955, 1989
- Trofeu Moscardó:

1966

## Eindklasseringen
- 1940 3e
Segunda División
- 1941 4e
Segunda División
- 1942 5e
Segunda División
- 1943 6e
Segunda División
- 1944 5e
Tercera División
- 1945 3e
Tercera División
- 1946 6e
Tercera División
- 1947 4e
Tercera División
- 1948 1e
Tercera División
- 1949 10e
Segunda División
- 1950 9e
Segunda División
- 1951 16e
Segunda División
- 1952 6e
Tercera División
- 1953 8e
Tercera División
- 1954 2e
Tercera División
- 1955 1e
Tercera División
- 1956 2e
Tercera División
- 1957 9e
Segunda División
- 1958 9e
Segunda División
- 1959 15e
Segunda División
- 1960 11e
Tercera División
- 1961 4e
Tercera División
- 1962 2e
Tercera División
- 1963 4e
Tercera División
- 1964 6e
Tercera División
- 1965 7e
Tercera División
- 1966 7e
Tercera División
- 1967 3e
Tercera División
- 1968 8e
Tercera División
- 1969 11e
Tercera División
- 1970 3e
Tercera División
- 1971 2e
Tercera División
- 1972 8e
Tercera División
- 1973 2e
Tercera División
- 1974 3e
Tercera División
- 1975 6e
Tercera División
- 1976 3e
Tercera División
- 1977 2e
Tercera División
- 1978 6e
Segunda División B
- 1979 13e
Segunda División B
- 1980 19e
Segunda División B
- 1981 7e
Tercera División
- 1982 18e
Tercera División
- 1983 1e
1e regionaal
- 1984 9e
Tercera División
- 1985 7e
Tercera División
- 1986 2e
Tercera División
- 1987 7e
Tercera División
- 1988 19e
Segunda División B
- 1989 1e
Tercera División
- 1990 12e
Segunda División B
- 1991 7e
Segunda División B
- 1992 3e
Segunda División B
- 1993 15e
Segunda División B
- 1994 15e
Segunda División B
- 1995 18e
Segunda División B
- 1996 13e
Tercera División
- 1997 19e
Tercera División
- 1998 5e
1e regionaal
- 1999 1e
1e regionaal
- 2000 7e
Tercera División
- 2001 8e
Tercera División
- 2002 9e
Tercera División
- 2003 2e
Tercera División
- 2004 7e
Segunda División B
- 2005 17e
Segunda División B
- 2006 1e
Tercera División
- 2007 2e
Tercera División
- 2008 1e
Segunda División B
- 2009 16e
Segunda División
- 2010 14e
Segunda División
- 2011 11e
Segunda División
- 2012 15e
Segunda División
- 2013 4e
Segunda División
- 2014 16e
Segunda División
- 2015 3e
Segunda División
- 2016 4e
Segunda División
- 2017 2e
Segunda División
- 2018 10e
Primera División
- 2019 18e
Primera División
- 2020 5e
Segunda División
- 2021 5e
Segunda División
- 2022 6e
Segunda División
- 2023 10e
Primera División
- 2024 3e
Primera División
- 2025 16e
Primera División

- Primera División
- Segunda División
- Segunda División B
- Tercera Federación
- 1e regionaal

## Europees
In het seizoen 2024/25 speelt Girona FC voor de eerste keer in de clubgeschiedenis in een Europese competitie.                                             
Uitslagen vanuit gezichtspunt Girona FC
| Seizoen | Competitie       | Ronde            | Land                | Club                | Totaalscore | 1e W    | 2e W    | PUC |
| ------- | ---------------- | ---------------- | ------------------- | ------------------- | ----------- | ------- | ------- | --- |
| 2024/25 | Champions League | Competitie (33e) | Vlag van Frankrijk  | Paris Saint-Germain | 0-1         | 0-1 (U) | 0-1 (U) | 8.0 |
|         |                  | Competitie (33e) | Vlag van Nederland  | Feyenoord           | 2-3         | 2-3 (T) | 2-3 (T) | 8.0 |
|         |                  | Competitie (33e) | Vlag van Slowakije  | Slovan Bratislava   | 2-0         | 2-0 (T) | 2-0 (T) | 8.0 |
|         |                  | Competitie (33e) | Vlag van Nederland  | PSV                 | 0-4         | 0-4 (U) | 0-4 (U) | 8.0 |
|         |                  | Competitie (33e) | Vlag van Oostenrijk | SK Sturm Graz       | 0-1         | 0-1 (U) | 0-1 (U) | 8.0 |
|         |                  | Competitie (33e) | Vlag van Engeland   | Liverpool FC        | 0-1         | 0-1 (T) | 0-1 (T) | 8.0 |
|         |                  | Competitie (33e) | Vlag van Italië     | AC Milan            | 0-1         | 0-1 (U) | 0-1 (U) | 8.0 |
|         |                  | Competitie (33e) | Vlag van Engeland   | Arsenal FC          | 1-2         | 1-2 (T) | 1-2 (T) | 8.0 |

Totaal aantal punten behaald voor de UEFA Coëfficiënten: 8.0

## Bekende (oud-)spelers
- Domènec Balmanya
- Marc Bernaus
- Delfí Geli
- Albert Jorquera
- () Ritchie Kitoko
- Gerard López
- Josep Comadevall (Pitu)
- Mario Rosas
- Daniel Tortolero
- Mohammed El Yaagoubi
- Daley Blind
- Donny van de Beek

## Bekende trainers
- Domènec Balmanya
- Cristóbal Parralo
- Rubi